# Julio Jean
Julio Jean (ur. 3 grudnia 1978 w Port-au-Prince) – haitański bokser, brązowy medalista Igrzysk Ameryki Środkowej i Karaibów z roku 1998, bokser zawodowy.

## Kariera amatorska
W sierpniu 1998 roku był uczestnikiem Igrzysk Ameryki Środkowej i Karaibów w wenezuelskim mieście Maracaibo. W ćwierćfinale pokonał przed czasem w drugiej rundzie reprezentanta Belize Michaela Soberanisa. W walce półfinałowej, Jean przegrał przed czasem w pierwszej rundzie z Kubańczykiem Diógenesem Luñą. W 2000 roku uczestniczył w kwalifikacjach na Igrzyska Olimpijskie w Sydney. Jean przegrał na punkty ćwierćfinałową walkę z reprezentantem Barbadosu Marcusem Thomasem, nie zdobywając kwalifikacji. W 2002 roku rywalizował na Igrzyskach Ameryki Środkowej i Karaibów w salwadorskim mieście San Salvador. W ćwierćfinałowej walce pokonał go reprezentant Barbadosu Junior Greenidge.

## Kariera zawodowa
Jako zawodowiec zadebiutował 12 grudnia 2003 roku w Miami. W swoim debiucie przegrał jednogłośnie na punkty z Kubańczykiem Delio Castillo. 15 września 2005 roku zmierzył się z Polakiem Pawłem Wolakiem, przegrywając z nim przez techniczny nokaut w piątej rundzie. Ostatni zawodowy pojedynek stoczył 29 marca 2007 roku, przegrywając przez techniczny nokaut w trzeciej rundzie z Andre Wardem.